# Arnold Heights
Arnold Heights es un área no incorporada ubicada en el condado de Riverside en el estado estadounidense de California.

## Geografía
Arnold Heights se encuentra ubicada en las coordenadas 33°53′37″N 117°16′44″O / 33.89361, -117.27889.